# ألين هنت
ألين هنت (بالإنجليزية: Allen Hunt)‏ هو مقدم برامج إذاعية ومؤلف أمريكي، ولد في 6 يناير 1964 في لوس أنجلوس في الولايات المتحدة.

## وصلات خارجية
- الموقع الرسمي